# Валь-де-Рёй (кантон)
Валь-де-Рёй (фр. Val-de-Reuil) — кантон во Франции, находится в регионе Нормандия, департамент Эр. Входит в состав округа Лез-Андели.

## История
До 2015 года в состав кантона входили коммуны:
Валь-де-Рёй, Конель, Ле-Водрёй, Лери, Поз, Порт-Жуа, Турнедо-сюр-Сен, Эркевиль.
В результате реформы 2015 года   состав кантона был изменён. В его состав включена коммуна Амфревиль-су-ле-Мон.

## Состав кантона с 22 марта 2015 года
В состав кантона входят коммуны (население по данным Национального института статистики за 2014 г.):
- Амфревиль-су-ле-Мон (516 чел.)
- Валь-де-Рёй (13 158 чел.)
- Конель (198 чел.)
- Ле-Водрёй (3 689 чел.)
- Лери (2 064 чел.)
- Поз (1 168 чел.)
- Порт-Жуа (109 чел.)
- Турнедо-сюр-Сен (105 чел.)
- Эркевиль (149 чел.)

## Экономика
Структура занятости населения:
- сельское хозяйство — 0,1 %
- промышленность — 43,2 %
- строительство — 4,7 %
- торговля, транспорт и сфера услуг — 30,4 %
- государственные и муниципальные службы — 21,5 %

Уровень безработицы (2011 год) - 20,8 % (Франция в целом — 12,8 %, департамент Эр — 12,5 %). 

Среднегодовой доход на 1 человека, евро (2011 год) - 20 399 (Франция в целом — 25 140, департамент Эр — 24 232).

## Политика
На президентских выборах 2022 г. жители кантона отдали в 1-м туре Жану-Люку Меланшону 29,8 % голосов против 25,0 % у Марин Ле Пен и 24,5 % у Эмманюэля Макрона; во 2-м туре в кантоне победил Макрон, получивший 56,9 % голосов. (2017 год. 1 тур: Жан-Люк Меланшон – 25,8 %, Марин Ле Пен – 23,8 %, Эмманюэль Макрон – 20,5 %, Франсуа Фийон – 13,2 %; 2 тур: Макрон – 62,2 %. 2012 год. 1 тур: Франсуа Олланд — 35,3 %, Николя Саркози — 19,6 %, Марин Ле Пен — 18,6 %; 2 тур: Олланд — 60,2 %. 2007 год. 1 тур: Сеголен Руаяль — 31,2 %, Саркози — 25,9 %; 2 тур: Руаяль — 54,6 %).
С 2021 года кантон в Совете департамента Эр представляют мэр города Валь-де-Рёй Марк-Антуан Жаме (Marc-Antoine Jamet) и член совета коммуны Лери Жаник Леже (Janick Léger) (оба – Социалистическая партия).
|                | Кандидаты                      | Партия                   | Первый тур | Первый тур     | Второй тур | Второй тур |
| Кол-во голосов | Кандидаты                      | Партия                   | % голосов  | Кол-во голосов | % голосов  |            |
| -------------- | ------------------------------ | ------------------------ | ---------- | -------------- | ---------- | ---------- |
|                | Марк-Антуан Жаме Жаник Леже    | Соцмалистическая партия  | 2 719      | 61,49          | 3 009      | 70,93      |
|                | Беатрис Буде Ратон Луи Спебрук | Разные правые            | 894        | 20,22          | 1 233      | 29,07      |
|                | Одри Конже Вильям Тьери        | Национальное объединение | 592        | 13,39          |            |            |
|                | Ноэми Галле Фредерик Марко     | Непокорённая Франция     | 448        | 8,46           |            |            |

|                | Кандидаты                                       | Партия                  | Первый тур | Первый тур     | Второй тур | Второй тур |
| Кол-во голосов | Кандидаты                                       | Партия                  | % голосов  | Кол-во голосов | % голосов  |            |
| -------------- | ----------------------------------------------- | ----------------------- | ---------- | -------------- | ---------- | ---------- |
|                | Жан-Жак Кокле Яник Леже                         | Левый блок              | 3 320      | 64,23          | 1 985      | 37,50      |
|                | Югетт Куртей Шарль Дюкло                        | Национальный фронт      | 1 849      | 35,77          | 1 408      | 26,60      |
|                | Анаис Мордре Лоран Руссо                        | Правый блок             | 1 088      | 20,56          |            |            |
|                | Анн-Мари Журден Ив Ланик                        | Левый фронт             | 448        | 8,46           |            |            |
|                | Жером Бурле де ла Валле Вероник Жюльян-Митсьено | Европа Экология Зелёные | 364        | 6,88           |            |            |

|  | Кандидат        | Партия                  | % голосов |
|  | --------------- | ----------------------- | --------- |
|  | Яник Леже-Лезёр | Социалистическая партия | 65,67     |
|  | Патрик Мадру    | Новый центр             | 34,33     |